# Élections législatives de 1936 dans la Sarthe
Les élections législatives françaises de 1936 ont lieu les 26 avril et 3 mai.

## Élus
| Député élu            | Groupe politique | Groupe politique                             |
| --------------------- | ---------------- | -------------------------------------------- |
| Jean Auguste Montigny |                  | Gauche démocratique et radicale indépendante |
| Bernard d'Aillières   |                  | URD                                          |
| François Saudubray    |                  | Dem. pop.                                    |
| Paul Goussu           |                  | Dem. pop.                                    |
| Théophile Romastin    |                  | PRRRS                                        |

## Résultats à l'échelle du département
| Partis         | Partis                                          | Premier tour | Premier tour | Deuxième tour | Deuxième tour | Sièges |
| Partis         | Partis                                          | Voix         | %            | Voix          | %             | Sièges |
| -------------- | ----------------------------------------------- | ------------ | ------------ | ------------- | ------------- | ------ |
|                | Radicaux indépendants                           | 26 911       | 29,35        | 6 134         | 11,34         | 1      |
|                | Section française de l'Internationale ouvrière  | 22 038       | 24,03        | 11 781        | 21,78         | 0      |
|                | Démocrate populaire                             | 15 543       | 16,95        | 20 435        | 37,77         | 2      |
|                | Parti républicain radical et radical-socialiste | 11 335       | 12,36        | 15 147        | 28,00         | 1      |
|                | Fédération républicaine                         | 11 074       | 12,08        |               |               | 1      |
|                | Pari communiste-SFIC                            | 2 496        | 2,72         | 0             |               |        |
|                | Parti agraire et paysan français                | 2 083        | 2,27         | 597           | 1,10          | 0      |
|                | Républicains de gauche                          | 207          | 0,23         |               |               | 0      |
|                | Divers                                          | 15           | 0,02         | 7             | 0,01          | 0      |
|                |                                                 |              |              |               |               |        |
| Inscrits       | Inscrits                                        | 110 826      | 100,00       | 65 311        | 100,00        | 5      |
| Votants        | Votants                                         | 94 600       | 85,36        | 54 904        | 84,07         |        |
| Abstentions    | Abstentions                                     | 16 226       | 14,64        | 10 407        | 15,93         |        |
| Blancs et nuls | Blancs et nuls                                  | 2 898        | 3,06         | 803           | 1,46          |        |
| Exprimés       | Exprimés                                        | 91 702       | 96,94        | 54 101        | 98,54         |        |

## Résultats par arrondissement

### Arrondissement de La Flèche
| Candidats      | Candidats             | Étiquette      | Premier tour | Premier tour |
| Candidats      | Candidats             | Étiquette      | Voix         | %            |
| -------------- | --------------------- | -------------- | ------------ | ------------ |
|                | Jean Auguste Montigny | Rad. Indé.     | 11 491       | 63,65        |
|                | Reynes                | SFIO           | 6 159        | 34,12        |
|                | Girault               | PC-SFIC        | 393          | 2,18         |
|                |                       | Divers         | 9            | 0,05         |
|                |                       |                |              |              |
| Inscrits       | Inscrits              | Inscrits       | 22 568       | 100,00       |
| Votants        | Votants               | Votants        | 18 941       | 83,93        |
| Abstention     | Abstention            | Abstention     | 3 627        | 16,07        |
| Blancs et nuls | Blancs et nuls        | Blancs et nuls | 889          | 4,69         |
| Exprimés       | Exprimés              | Exprimés       | 18 052       | 95,31        |

### Arrondissement de Mamers
| Candidats      | Candidats           | Étiquette      | Premier tour | Premier tour |
| Candidats      | Candidats           | Étiquette      | Voix         | %            |
| -------------- | ------------------- | -------------- | ------------ | ------------ |
|                | Bernard d'Aillières | URD            | 11 074       | 55,50        |
|                | Gaston Gourdeau     | Rad. Indé.     | 7 098        | 35,58        |
|                | Herreyre            | SFIO           | 1 542        | 7,73         |
|                | Drouin              | PC-SFIC        | 234          | 1,17         |
|                |                     | Divers         | 4            | 0,02         |
|                |                     |                |              |              |
| Inscrits       | Inscrits            | Inscrits       | 22 957       | 100,00       |
| Votants        | Votants             | Votants        | 20 505       | 89,32        |
| Abstention     | Abstention          | Abstention     | 2 452        | 10,68        |
| Blancs et nuls | Blancs et nuls      | Blancs et nuls | 553          | 2,70         |
| Exprimés       | Exprimés            | Exprimés       | 19 952       | 97,30        |

### Arrondissement du Mans

#### 1recirconscription
| Candidats      | Candidats          | Étiquette      | Premier tour | Premier tour | Deuxième tour | Deuxième tour |
| Candidats      | Candidats          | Étiquette      | Voix         | %            | Voix          | %             |
| -------------- | ------------------ | -------------- | ------------ | ------------ | ------------- | ------------- |
|                | François Saudubray | Dem. pop.      | 10 171       | 43,50        | 11 911        | 50,27         |
|                | Geneslay           | SFIO           | 9 972        | 42,65        | 11 781        | 49,73         |
|                | Trioreau           | PRRRS          | 2 073        | 8,87         |               |               |
|                | Ferre              | PC-SFIC        | 1 163        | 4,97         |               |               |
|                |                    | Divers         | 2            | 0,01         |               |               |
|                |                    |                |              |              |               |               |
| Inscrits       | Inscrits           | Inscrits       | 28 324       | 100,00       | 28 331        | 100,00        |
| Votants        | Votants            | Votants        | 23 879       | 84,31        | 24 028        | 84,81         |
| Abstention     | Abstention         | Abstention     | 4 445        | 15,69        | 4 303         | 15,19         |
| Blancs et nuls | Blancs et nuls     | Blancs et nuls | 498          | 2,09         | 336           | 1,40          |
| Exprimés       | Exprimés           | Exprimés       | 23 381       | 97,91        | 23 692        | 98,60         |

#### 2ecirconscription
| Candidats      | Candidats      | Étiquette      | Premier tour | Premier tour | Deuxième tour | Deuxième tour |
| Candidats      | Candidats      | Étiquette      | Voix         | %            | Voix          | %             |
| -------------- | -------------- | -------------- | ------------ | ------------ | ------------- | ------------- |
|                | Paul Goussu    | Dem. pop.      | 5 372        | 31,46        | 8 524         | 50,19         |
|                | Lhuissier      | PRRRS          | 5 096        | 29,84        | 8 238         | 48,51         |
|                | Souchard       | Rad. Indé.     | 3 812        | 22,33        |               |               |
|                | Dubreuil       | SFIO           | 1 491        | 8,73         |               |               |
|                | Fauconier      | PAPF           | 930          | 5,45         | 220           | 1,30          |
|                | Alliaume       | PC-SFIC        | 374          | 2,19         |               |               |
|                |                |                |              |              |               |               |
| Inscrits       | Inscrits       | Inscrits       | 21 151       | 100,00       | 21 153        | 100,00        |
| Votants        | Votants        | Votants        | 17 714       | 83,75        | 17 311        | 81,84         |
| Abstention     | Abstention     | Abstention     | 3 437        | 16,25        | 3 842         | 18,16         |
| Blancs et nuls | Blancs et nuls | Blancs et nuls | 639          | 3,61         | 329           | 1,90          |
| Exprimés       | Exprimés       | Exprimés       | 17 075       | 96,39        | 16 982        | 98,10         |

### Arrondissement de Saint-Calais
| Candidats      | Candidats          | Étiquette      | Premier tour | Premier tour | Deuxième tour | Deuxième tour |
| Candidats      | Candidats          | Étiquette      | Voix         | %            | Voix          | %             |
| -------------- | ------------------ | -------------- | ------------ | ------------ | ------------- | ------------- |
|                | Perrin             | Rad. Indé.     | 4 510        | 34,06        | 6 134         | 45,68         |
|                | Théophile Romastin | PRRRS          | 4 166        | 31,46        | 6 909         | 51,46         |
|                | Boyer              | SFIO           | 2 874        | 21,70        |               |               |
|                | Lecomte            | PAPF           | 1 153        | 8,71         | 377           | 2,81          |
|                | Gasnot             | PC-SFIC        | 332          | 2,51         |               |               |
|                | Mauduit            | Rép. de gauche | 207          | 1,56         |               |               |
|                |                    | Divers         |              |              | 7             | 0,05          |
|                |                    |                |              |              |               |               |
| Inscrits       | Inscrits           | Inscrits       | 15 826       | 100,00       | 15 827        | 100,00        |
| Votants        | Votants            | Votants        | 13 561       | 85,69        | 13 565        | 85,71         |
| Abstention     | Abstention         | Abstention     | 2 265        | 14,31        | 2 262         | 14,29         |
| Blancs et nuls | Blancs et nuls     | Blancs et nuls | 319          | 2,35         | 138           | 1,02          |
| Exprimés       | Exprimés           | Exprimés       | 13 242       | 97,65        | 13 427        | 98,98         |